# كون روش
كون روش (بالإنجليزية: Con Roche)‏ هو لاعب قذف أيرلندي، ولد في 1946 في كورك في جمهورية أيرلندا.